# Jarmila Fastrová
Jarmila Fastrová (1. června 1899 Praha – 28. listopad 1968 Praha) byla česká překladatelka anglické a francouzské beletrie, dcera novinářky a spisovatelky Olgy Fastrové a spisovatele, dramatika a překladatele Otty Fastra.
Vzdělání získala na dívčím reálném gymnáziu Minerva v Praze (1910–1918) a pak na chemické fakultě pražské techniky (1918–1923)
Zaměstnána byla jako inženýrka chemie ve Výzkumném ústavu chemickém v Praze.
Přeložila celkem 43 anglických románů. 

## Překlady
- Sherwood Anderson: Temný smích (1927, s Aloysem Skoumalem)
- Guillaume Apollinaire: Sedící žena (1925)
- Tristan Bernard: Dobrý přítel (1930), Polibme se! (1930, s J. Mirandem a C. Quintonem), Přítel z Argentiny (1933)
- André Birabeau: Ztracená láska (1933)
- Elizabeth Bowen: Skon srdce (1966)
- Louis Bromfield: Moderní hrdina (1933)
- Charlotte Brontë: Jana Eyrová (1954), Sirotek lowoodský (1959, upraveno pro mládež)
- Emily Brontë: Vichrné návrší (1958)
- Christopher Buckley: Cesta do Říma (1947)
- Truman Capote: Snídaně u Tiffanyho (1969, posmrtně)
- E. Ch. Carpenier: Děti starého mládence (1930)
- H. G. Carslisle: Žena (1935), Klub Amazonek (1938)
- Louis Delluc: Charlie Chaplin (1924), Lidé z baru (1925)
- Clifford Dowdey: Odtroubeno (1940)
- Henry Fielding: Josef Andrews (1956), Hry (1961, s Jaroslavem Hornátem a Dagmar Steinovou)
- David Garnett: Námořníkův návrat (1928)
- J. A. de Gobineau: Šťastný zajatec neboli Dobrodružství Jana z Věže zázraků (1929)
- Maxim Gorkij: Trilogie (1951, s Janem Petrmichlem a Milanem Jungmannem)
- Shirley Graham: Byl jednou jeden otrok (1957)
- Philip Guedalla: Sto let světových dějin (1937)
- Nathaniel Hawtorne: Šarlatové písmeno (1962)
- Joseph Hergesheimer: Cytherea (1926)
- Winifred Holtby: Jižní okres (1938)
- Aldous Huxley: Kontrapunkt života (1931), Raněný slepotou (1936, přepracovaný překlad 1970, posmrtně), Po řadě let … (1946)
- John Cheever: Rodinná kronika Wapshotových (1967)
- James Joyce: Odysseus (1930, s L. Vymětalem)
- Sheila Kaye-Smith: Soumrak rodů Alardů (1931)
- Henry Lawson: S rancem na zádech (1965)
- Camille Lemmonier: Claudina Lamourová (1925)
- L. Marchant: Tatík dětina (1928, drama)
- William Somerset Mauhgam: O údělu člověka (1964), Společenská smetánka (1933)
- François Mauriac: Polibek malomocnému (1926)
- André Maurois: Řeči doktora O'Grady (1926), Anděl či bestie (1927), Život Benjamina Disraeliho (1929)
- Carson McCullers: Svatebčanka (1969, posmrtně), Balada o smutné kavárně (1985, posmrtně)
- A. A. Milne: Bigamie (1932)
- Margaret Mitchellová: Jih proti Severu (1937–1938)
- Paul Morand: Lewis a Irena (1926), Jen země (1928), Buddha žije (1928)
- Elliot Paul: Život a smrt španělského městečka (1948)
- Joseph Peyré: Bravo, torero! (1937)
- Marjorie Kinnan Rawlings: Dítě divočiny (1939)
- Michele Saponaro: Carducci – Život a dílo (1941)
- Walter Scott: Pověst o Monstrosovi (1954), Srdce Edinburku (1958)
- Antoni Slonimski: Čistá rasa (1934)
- Philippe Soupault: Bratři Durandau (1926)
- Robert Louis Stevenson: Únos (1933), Podivný případ dr. Jekylla a pana Hyda (1958), Katriona (1959)
- Irving Stone: Námořník na koni (1963)
- Igor Fedorovič Stranvinskij: Rozhovor s Robertem Craftem (1967, s Evou Horovou a Herbertou Masarykovou)
- Halliday Sutherland: Paměti lékařovy (1936)
- William Makepeace Thackeray: Vznešená bída (1951, s J. O. Fischerem), Paměti urozeného pána Barry Lyndona (1952), Newcomové (1955), Yelloewplushovy paměti a jiné povídky (1959), Pendennis (1960), Henry Esmond (1963)
- Mark Twain: Americký nápadník (1951), Našinci na cestách (1953, s Ludmilou Kaufmannovou)
- Annie Vivanti: Požírači (1942)
- Virginia Wolf: K majáku (1965)
- Konrád Wrzos: Kdy znovu válka …? (1934)